# Famille Poelaert
Cette page explique l’histoire ou répertorie les différents membres de la famille Poelaert.

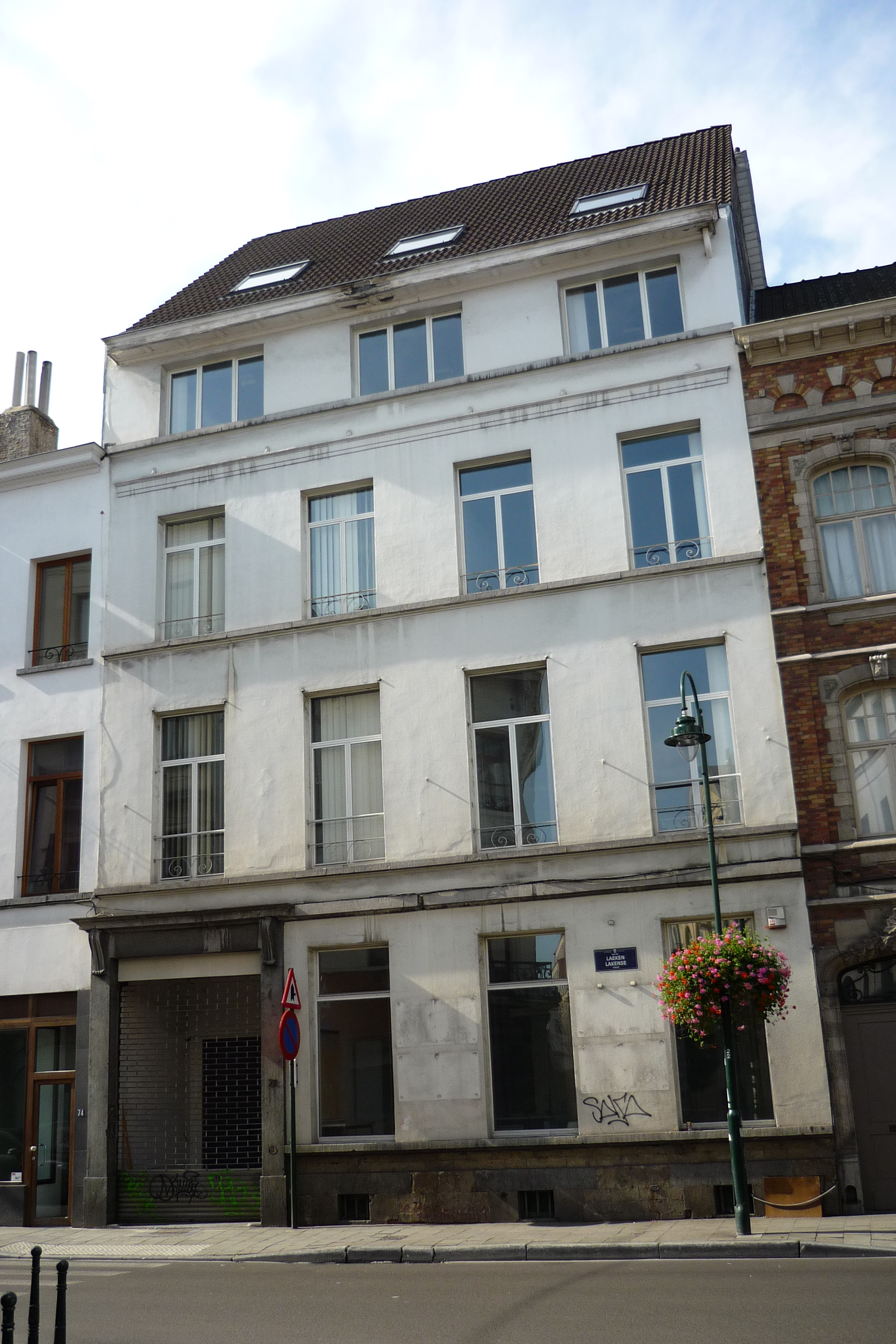
La maison de la famille Poelaert-Stas, construite en 1824, où vécut dès son enfance l'architecte Poelaert, rue de Laeken, 76 (numérotation actuelle) à Bruxelles. Aucune plaque n'y rappelle son souvenir !

La famille Poelaert, est une famille bruxelloise d'architectes, sculpteur et constructeurs descendant de Joseph Poelaert (1748-1824), maître-maçon et important constructeur de son temps qui fut reçu bourgeois de Bruxelles le 8 avril 1782.

## Personnalités de cette famille
- Joseph Poelaert (1748-1824), maître-maçon[3] et important constructeur de son temps qui fut reçu bourgeois de Bruxelles le 8 avril 1782. Il est le père de:
  - Philippe Poelaert (1790-1875), ancien élève en architecture de Jean-Alexandre Werry (1773-1847) à l'Académie royale des beaux-arts de Bruxelles, où il obtint le deuxième prix en 1808 et qui figure parmi les plus importants architectes-entrepreneurs belges de son temps, il était électeur censitaire et Régent de Hal à l'époque du royaume uni des Pays-Bas. Philippe Poelaert est le père de:
    - Joseph Poelaert, architecte, et de
    - Victor Poelaert, sculpteur.
    - Auguste Poelaert, industriel, père de :
      - Alice Poelaert, romancière.

    - Constant Poelaert (1827-1898), avocat à la Cour d’Appel de Bruxelles. Père de :
      - Albert Poelaert, notaire et sénateur, résidant à Bruxelles, 47, rue Royale.
      - Berthe Poelaert, épouse de Charles Janssen, commandeur de l'Ordre de Léopold avec rayure d'or, avocat à la cour d'appel de Bruxelles, homme politique bruxellois.

## Galerie de portraits

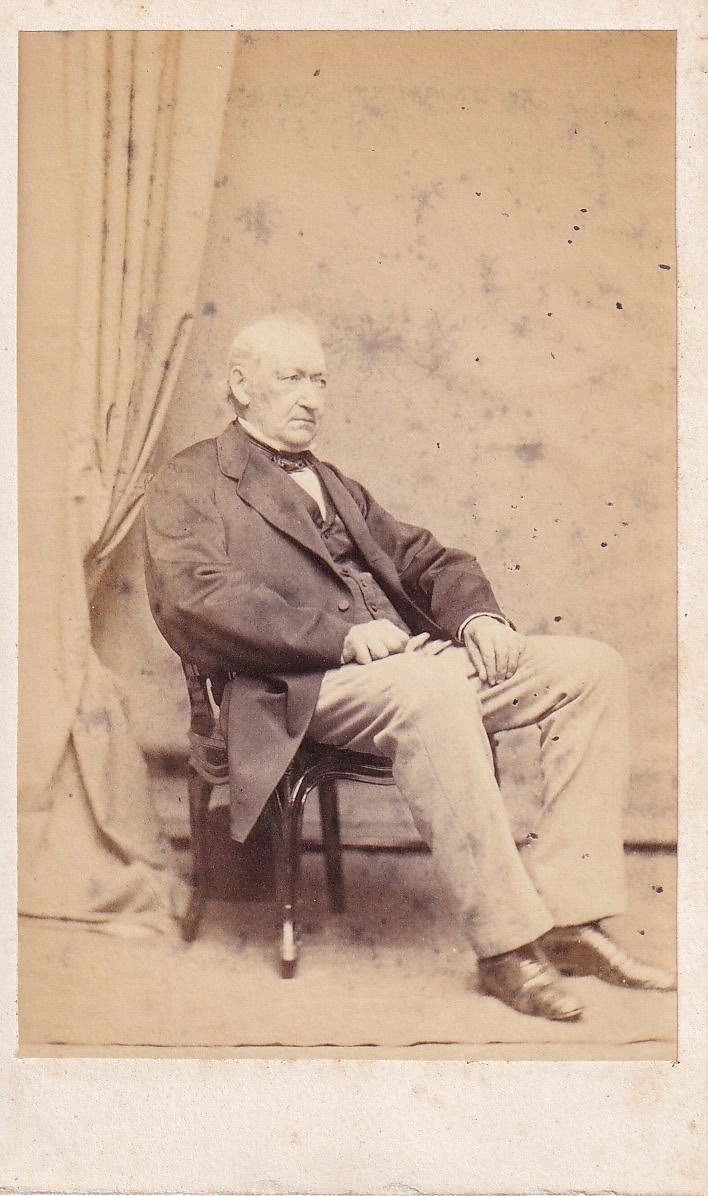
Philippe Poelaert (1790-1875), architecte, époux d'Isabelle Stas, père de l'architecte Joseph Poelaert.
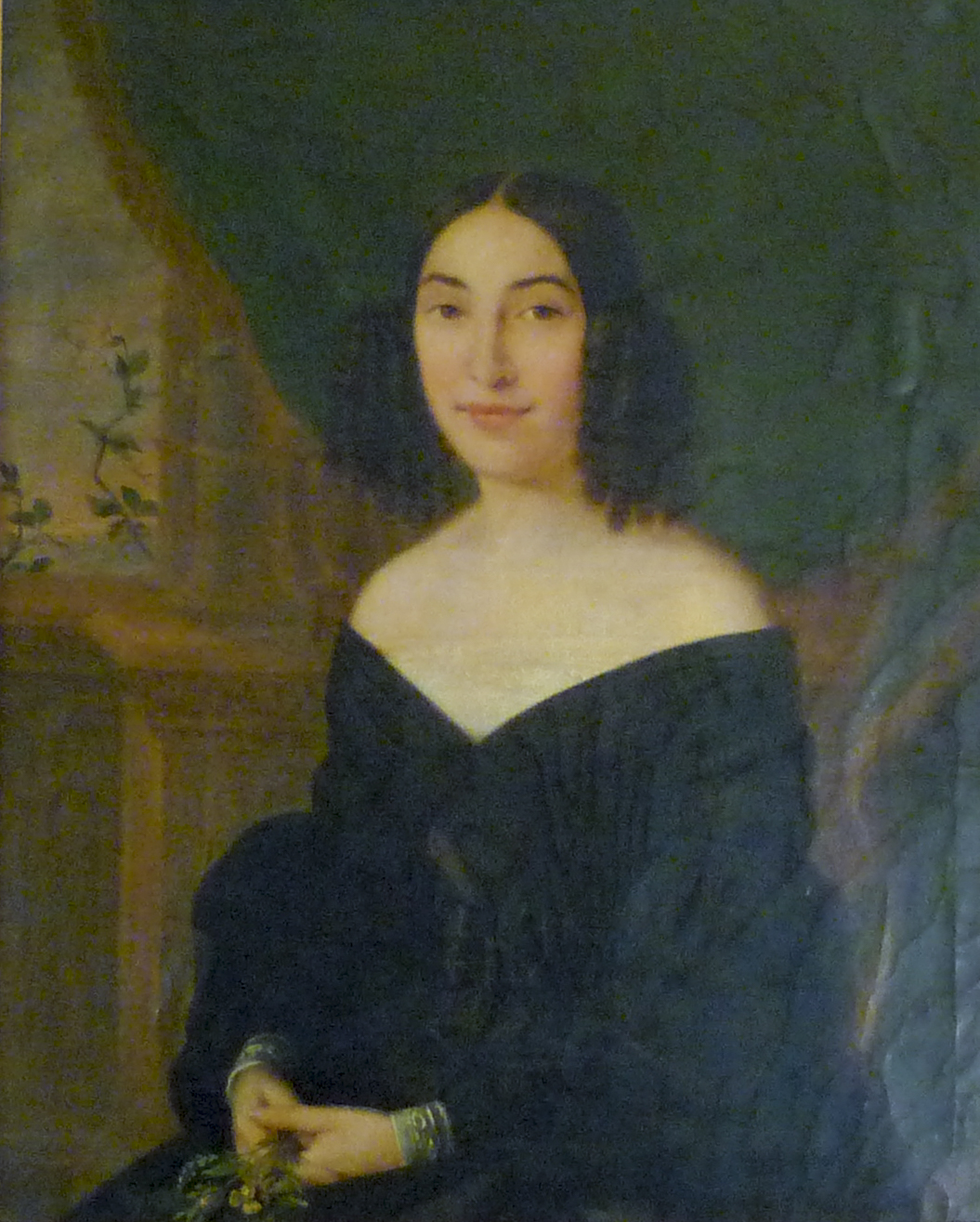
Hortense Poelaert (1815-1900), épouse d'Eugène van Dievoet (1804-1858), sœur de l'architecte Joseph Poelaert (portrait par Ignace Brice, 1840).
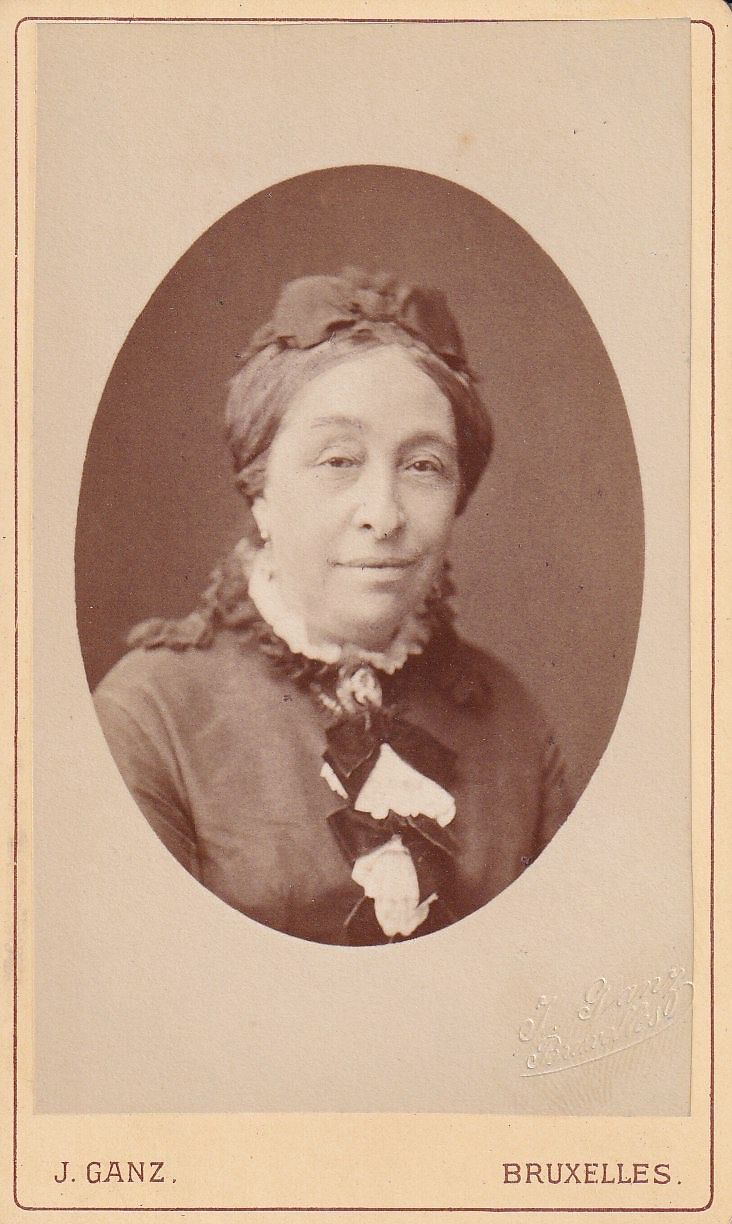
Hortense Poelaert (1815-1900), épouse d'Eugène van Dievoet (1804-1858), sœur de l'architecte Joseph Poelaert
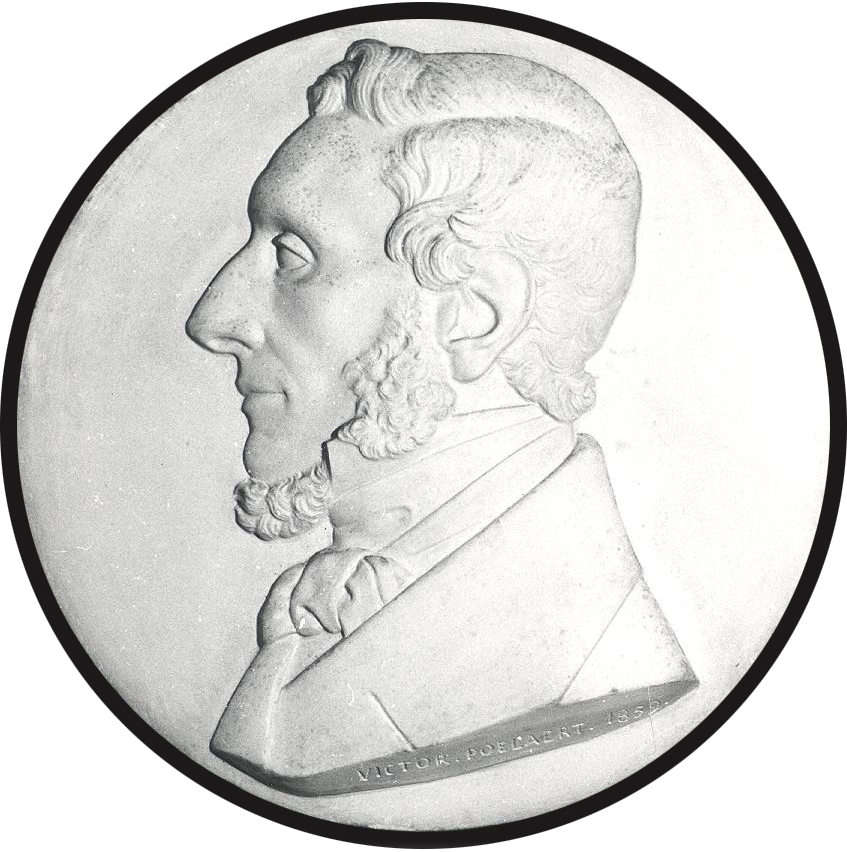
Eugène Van Dievoet (1804-1858), juge au tribunal de Commerce de Bruxelles, époux de Hortense Poelaert (1815-1900), sculpture par Victor Poelaert.
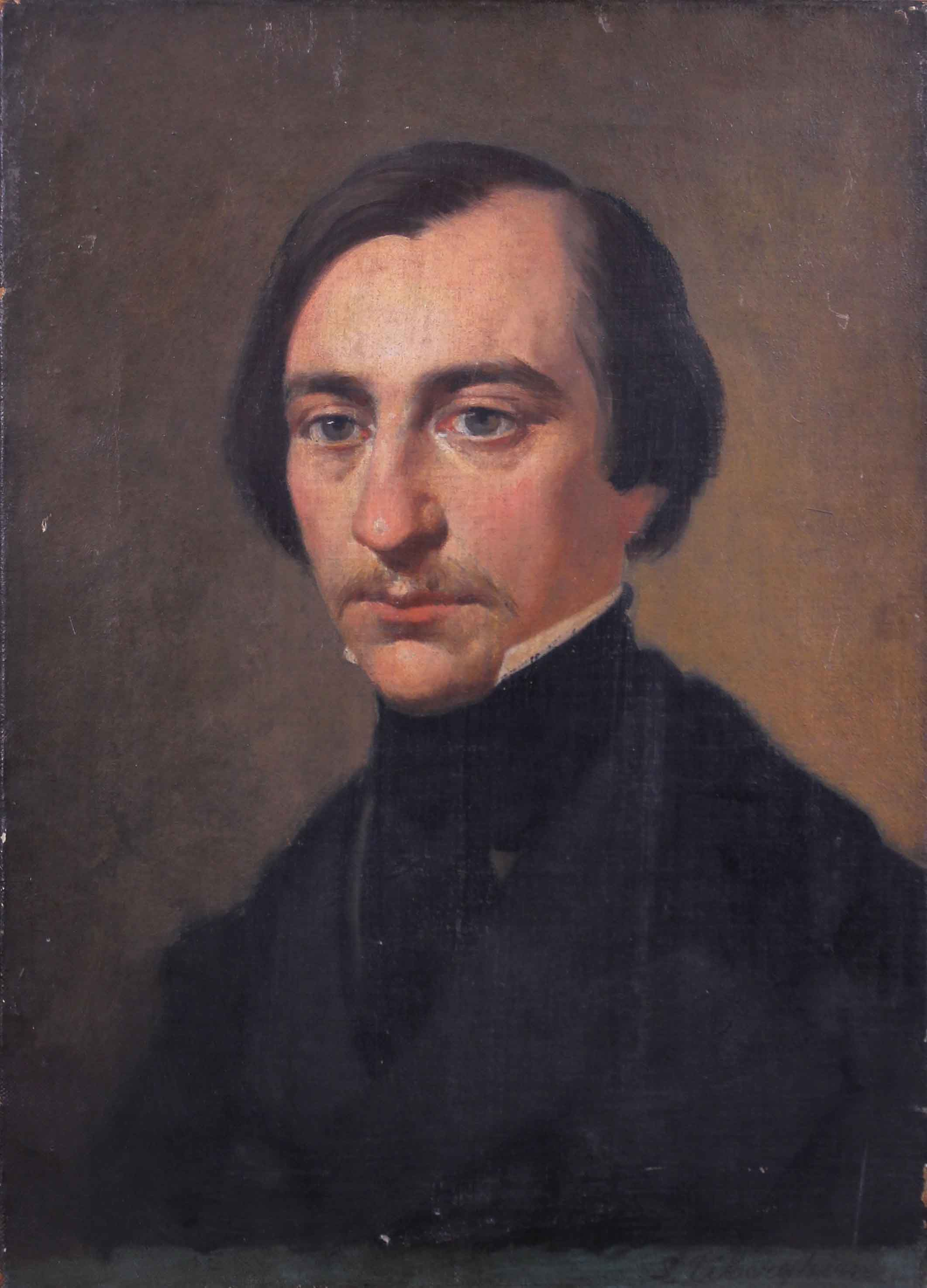
Portrait de Denis-Victor Poelaert (1820 - 1859), sculpteur, par Jacques Louis Tiberghien (1818-1897).
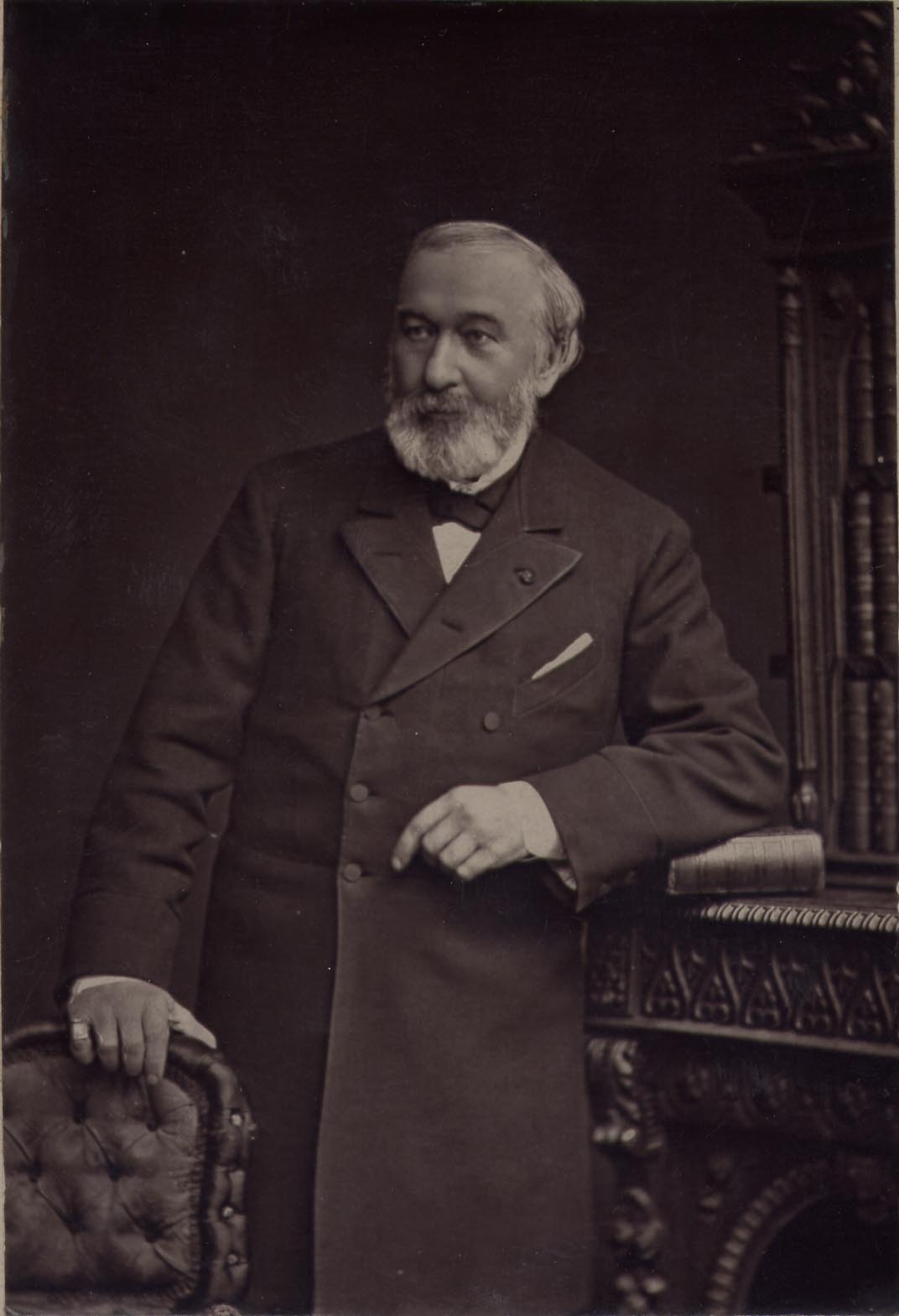
Joseph Poelaert (1817-1879), architecte, époux de Léonie Toussaint.
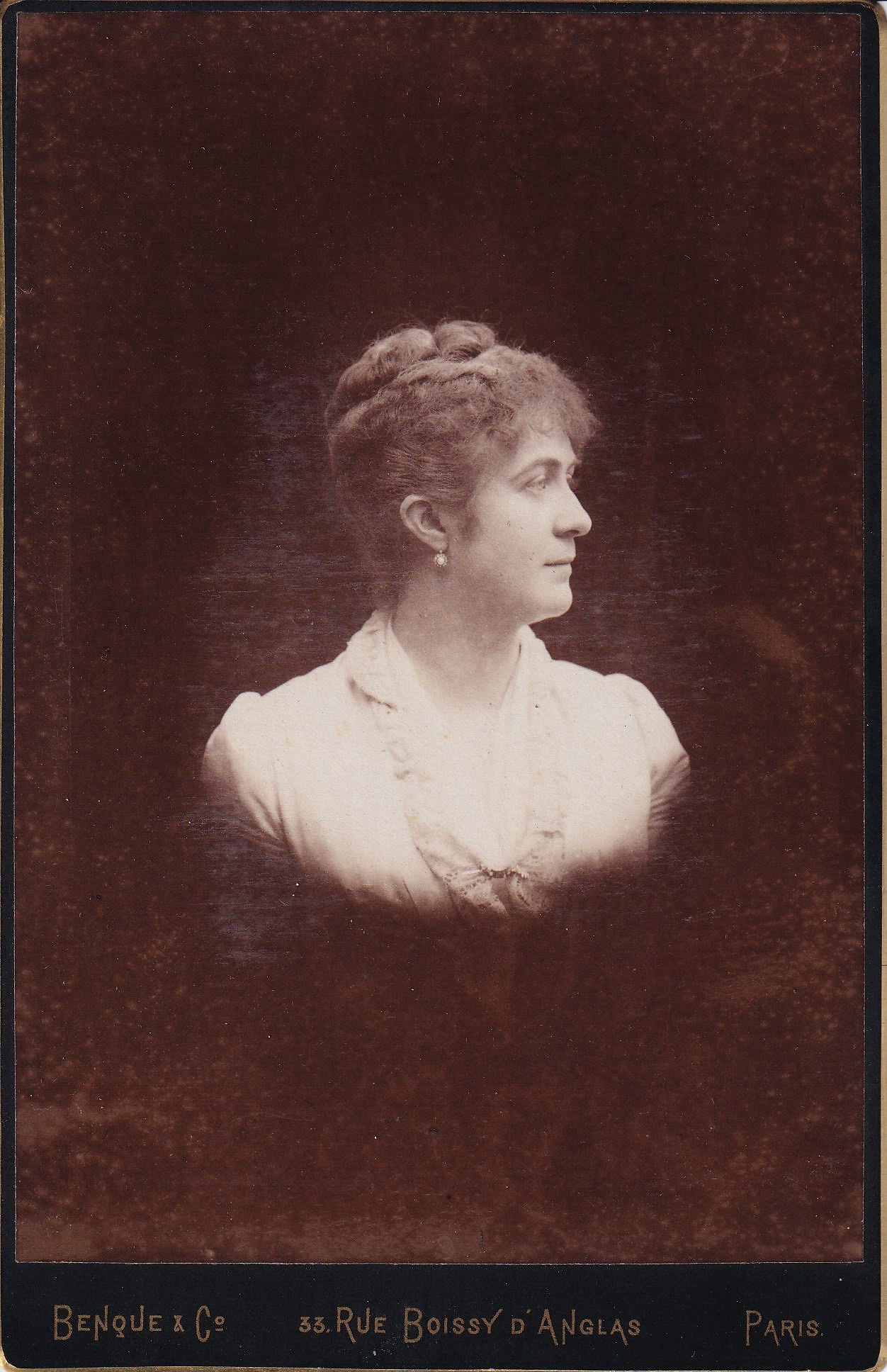
Marguerite Poelaert (1860-1917), fille de l'architecte Joseph Poelaert, épouse de Maurice Pauwels.
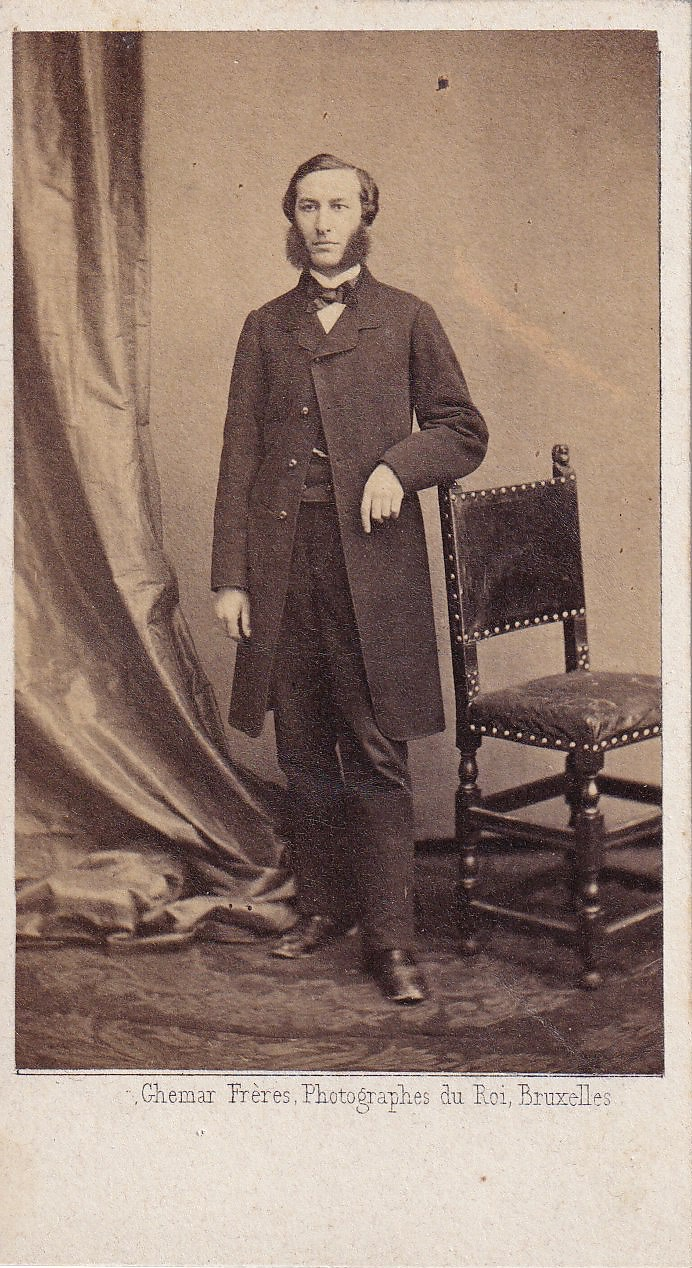
Constant Poelaert (1827-1898), avocat à la Cour d’Appel de Bruxelles, époux d'Ernestine Jacobs.
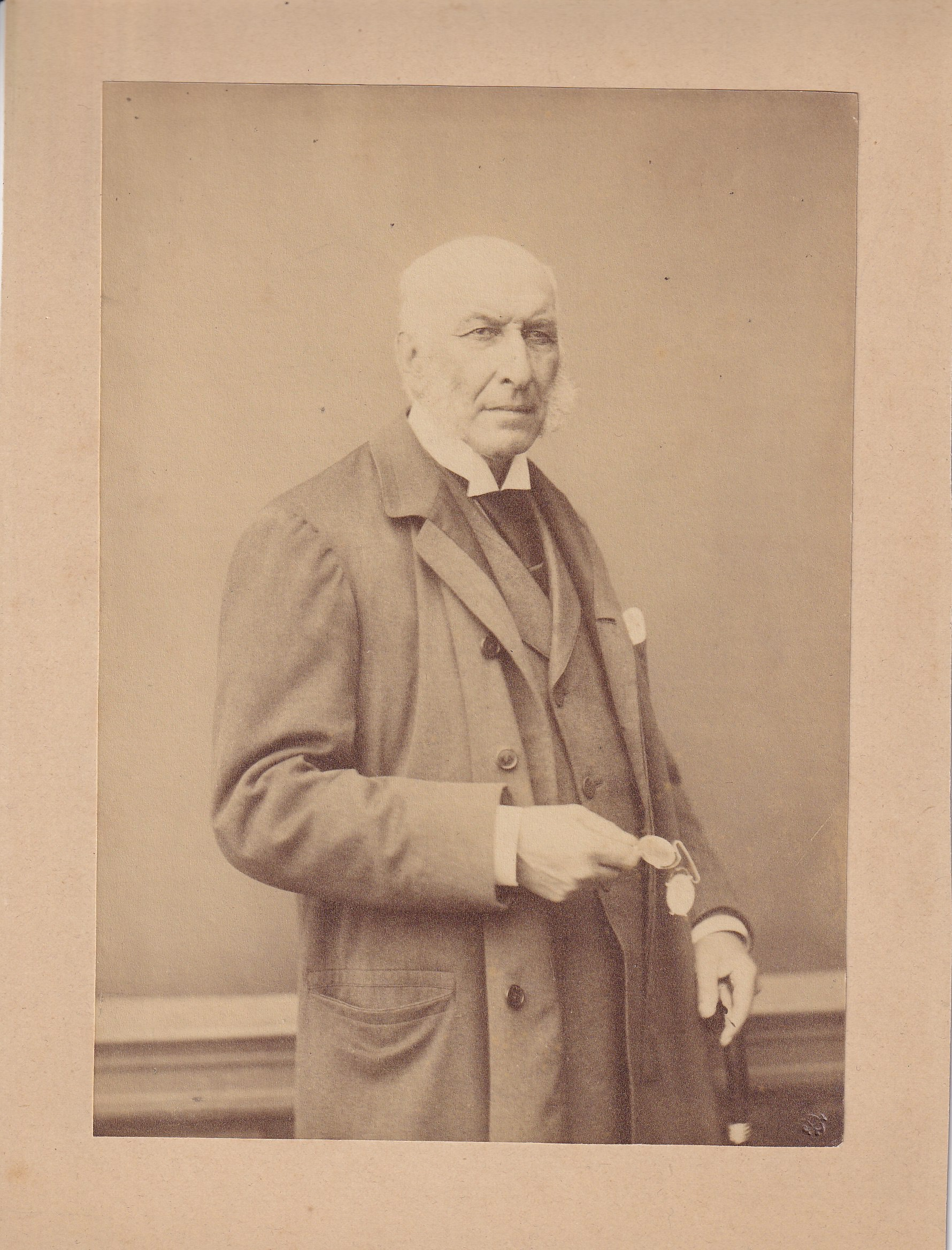
Constant Poelaert (1827-1898), avocat à la Cour d’Appel de Bruxelles, époux d'Ernestine Jacobs.
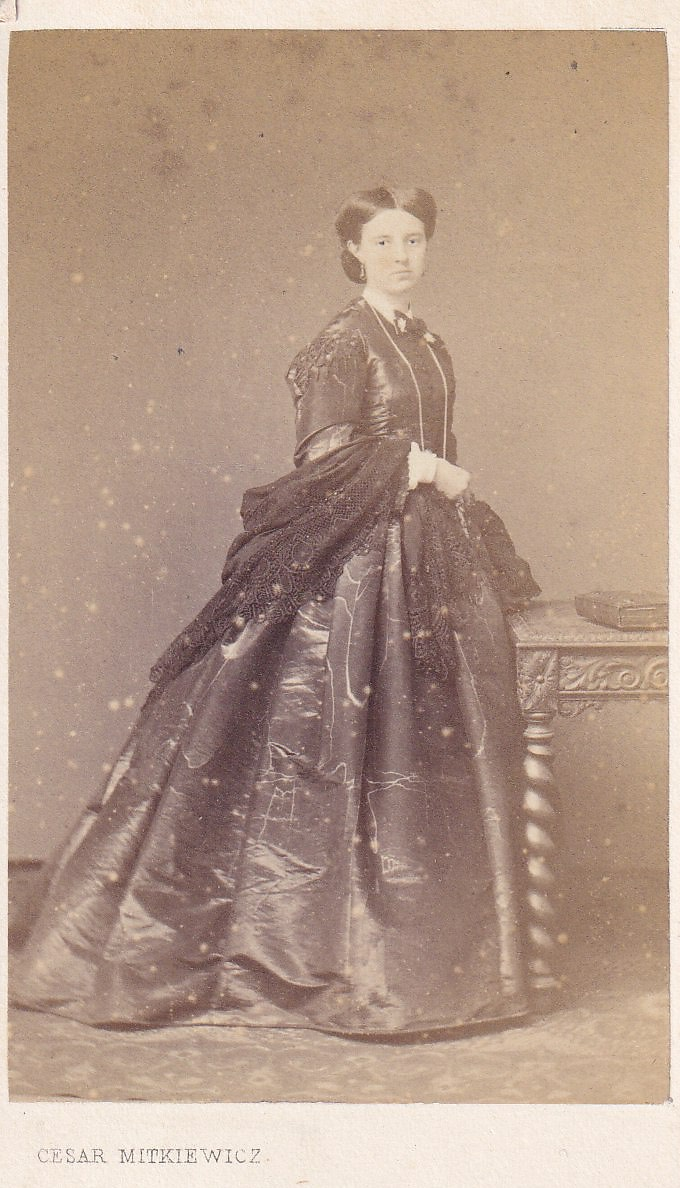
Ernestine Jacobs (1835-1882) épouse de Constant Poelaert.
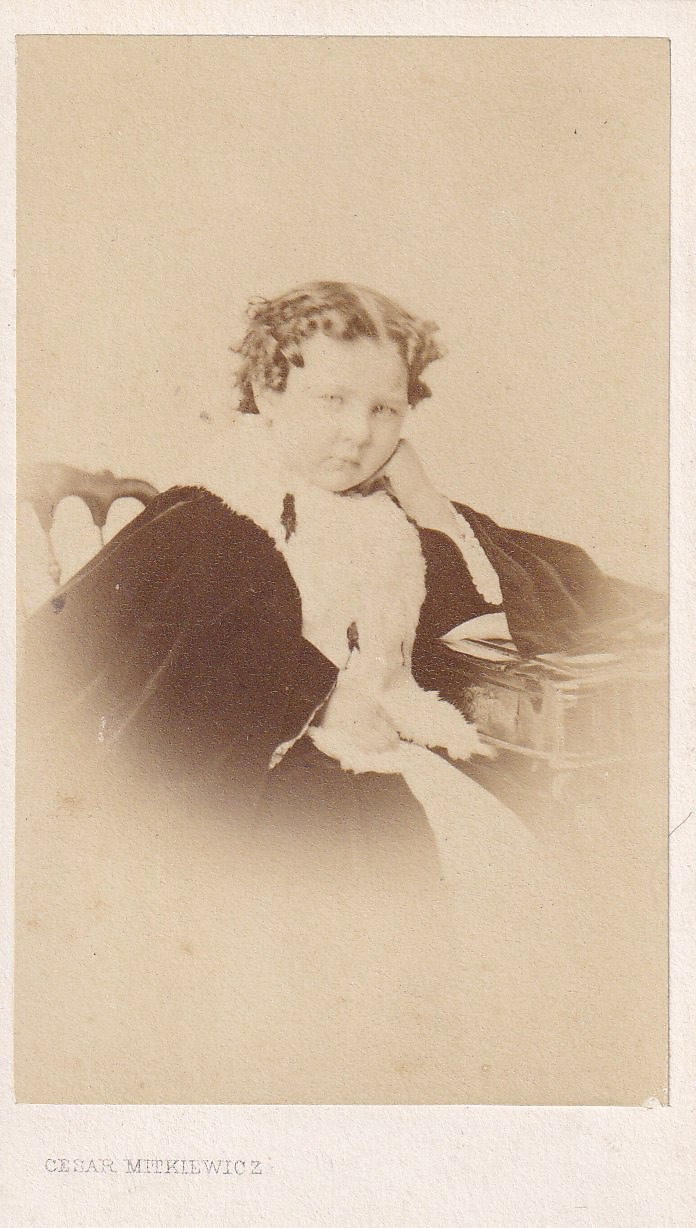
Berthe Poelaert future épouse de Charles Janssen.

## Ancienneté
Cette famille Poelaert est originaire de Marcq-lez-Enghien, et son ancienneté prouvée remonte à 1657.

## Généalogie de la famille de l'architecteJoseph Poelaert
I) François Poelaert, né à Marcq-lez-Enghien le 23-08-1657, mort à Marcq-lez-Enghien le 11-09-1736, épousa à Marcq le 28-10-1690 Anne Jamaels, née à Marcq le 8-02-1665, morte à Marcq le 12-03-1746. Dont:
II) Pierre Poelaert, né à Marcq-lez-Enghien le 27-7-1695, mort à Hérinnes-lez-Enghien le 1-11-1775, épousa à St-Pierre-Capelle le 7-3-1734, Jeanne Catherine Plasschaert, née à St-Pierre-Capelle le 25-11-1709, morte à Hérinnes-lez-Enghien le 3 prairial an XII. Dont :
1) Pierre Poelaert, reçu bourgeois de Bruxelles le 6-02-1795.
2) Joseph Poelaert qui suit sous III.
III) Joseph Poelaert, bourgeois de la ville de Bruxelles, (reçu le 8 avril 1782) , maître maçon, né à Hérinnes-lez-Enghien, le 27 février 1748, décédé à Bruxelles le 22 mars 1824, épousa à Uccle le 15 juin 1784 Jeanne Van der Elst, née à Uccle le 24 octobre 1757, décédée à Bruxelles le 27 octobre 1832, fille de Michel et de Anne Hublou. Le recensement  de 1812, signale Joseph Poelaert, âgé de 63 ans, maître maçon, né à Hérinnes, résidant à Bruxelles depuis 28 ans, ainsi que son épouse Jeanne Van der Elst et leurs six enfants, comme étant domiciliées Section 3, Rue des Souris 291.
1) Anne-Marie Josèphe Poelaert, rentière, née à Bruxelles, le 10 mai 1785, épousa à Bruxelles le 23 août 1834 (acte n° 724, témoins : Pierre Joseph Tasson, frère, architecte; Philippe Poelaert, frère, maçon, Henri Van der Elst, cousin, docteur en chirurgie), Jacques Albert Julien Tasson, rentier, né à Bruxelles le 14 septembre 1797, fils de Balthazar Tasson et de Marie Françoise Bouquier.
2) Jean-Philippe Poelaert, qui suit sous IV
3) Anne Catherine Poelaert, née à Bruxelles (Notre Dame de la Chapelle) le 11 novembre 1792, décédée à Bruxelles le 23 décembre 1870, épousa Jean Joseph De Leemans, orfèvre, bijoutier, Commissaire du Mont de Piété, né à Bruxelles (Saint-Nicolas), le 12 mai 1790, décédé à Bruxelles le 28 août 1854, fils de Jean François de Leemans, boucher, puis brigadier de l’octroi municipal (1816),et de Anne-Marie Biesemans, née à Hal, décédée à Bruxelles, quai aux Tourbes, no 914, le 7-1-1816 à 52 ans, petit-fils de Pierre de Leemans (de Sainte-Catherine), et de Gertrude de Smedt (mariage à Saint-Nicolas le 13-09-1742). Leur descendance suit plus bas : 'DESCENDANCE DE LEEMANS-POELAERT.
4) Françoise Poelaert, née à Bruxelles le 19 novembre 1793, épousa en premières noces Hugues Renaers, né à Bruxelles, fils de feu Martin Renaers et de Catherine Denis, cité en 1812 comme étant militaire en activité dans la Garde Impériale, domicilié Son 5 - Impasse du Balais 12092, mort à Bruxelles le 6 novembre 1828, et en secondes noces à Bruxelles le 29 janvier 1831 (acte n° 91, parmi les témoins : Jean Philippe Poelaert, frère, tailleur de pierre ; Jean-Joseph Deleemans, commissionnaire du Mont de Piété), son cousin Henri Vander Elst, docteur en médecine, né à Uccle le 7 janvier 1797,  fils de Jean-Baptiste Van der Elst et d'Anne Catherine Verheylewegen, décédés.
5) Pétronille Albertine Poelaert, rentière (rentenierster), née à Bruxelles le 3 avril 1796, épousa à Bruxelles le 26 septembre 1827, François Joseph Gillet, épicier (kruidenier), né à Bruxelles le 15 thermidor de l’an 7, veuf de Thérèse van der Straeten, fils des feux Mathieu Gillet et Marie Jeanne De Lille native de Wavre. Le recensement de 1812, signale François Joseph Gillet, âgé de 13 ans, domicilié Son 8, Marché-aux-Charbons 1027, fils de Delille, Jeanne et de feu Gillet. Jeanne Delille, résidant à Bruxelles depuis 1790,veuve Gillet, était en 1812, âgée de 46 ans et remariée avec Jean-Joseph Delpierre, épicier, né à Lasnes, domicilié Marché-aux-Charbons 1027.
6) Jean Baptiste Poelaert, mort à Bruxelles le 12 messidor de l'an IX (acte 2566 du 1 juillet 1801), âgé de deux ans, domicilié rue du Miroir, 768, section 2.
IV) Jean Philippe Poelaert, maître maçon, architecte, entrepreneur en bâtiments, ancien élève en architecture de Jean-Alexandre Werry à l'Académie royale des beaux-arts de Bruxelles, où il obtint le deuxième prix en 1808, électeur censitaire, régent de Hal à l'époque du royaume uni des Pays-Bas, né à Bruxelles (Notre Dame de la Chapelle), le 5 janvier 1790, décédé à Bruxelles le 11 juillet 1875, épousa à Bruxelles le 1er février 1815, Isabelle Thérèse Marie Josèphe Stas, née à Bruxelles le 26 mars 1794, décédée à Bruxelles le 17 décembre 1873, fille de Pierre-Joseph Stas, doyen de la Corporation des étainiers en 1791 et de Catherine Christine Marie van Gestel. Le recensement de 1812, mentionne Pierre Joseph Stas, âgé de 51 ans, époux Van Gestel, Catherine, étainier, comme étant domicilié Marché-aux-Charbons 1028.

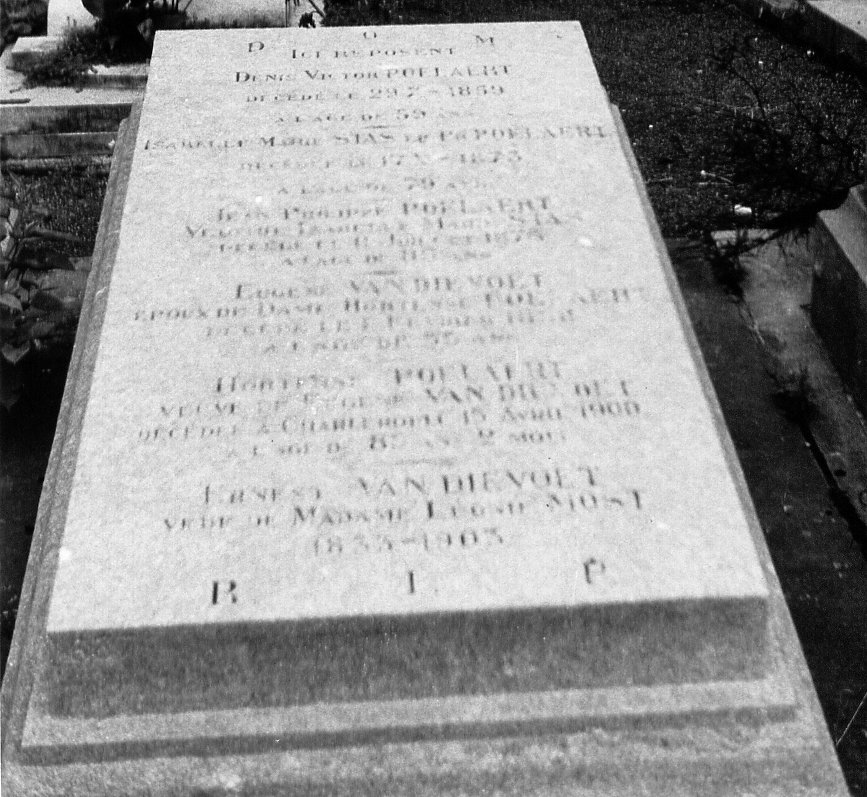
Tombe au cimetière de Laeken des familles Poelaert-Stas et van Dievoet.

Jean-Philippe Poelaert et Isabelle Stas eurent cinq enfants :
1) Hortense Poelaert, née le 13 février 1815 à Bruxelles et décédée à Charleroi le 15 avril 1900, à dix heures du matin, 21 rue Léopold, épousa à Bruxelles le 28 octobre 1834 (tt. Auguste Van Dievoet, frère du futur, avocat, trente et un ans ; Henri Vander Elst, médecin, trente-sept ans), Eugène Guillaume Van Dievoet,  fils de Jean-Louis Van Dievoet, secrétaire du Parquet de la Cour de Cassation, et de Jeanne Wittouck, né à Molenbeek le 11 novembre 1804 (20 brumaire an 13), décédé le 1er février 1858 à midi à Bruxelles, rue des Bogards, Section 8, n° 30, âgé de cinquante trois ans, deux mois, vingt (et un) jours, (sur déclaration d’Auguste Poelaert, beau-frère, négociant, 27 ans et Jean Philippe Poelaert, beau-père, sans profession, 67 ans). Le service funèbre fut célébré en l’église de Notre-Dame de Bon-Secours le jeudi 4 du même mois à onze heures. L’inhumation eut lieu immédiatement après à Laeken. Réunion à 10h et demie à la maison mortuaire rue des Bogards, 30. Eugène Van Dievoet, fut négociant en laine et coton filé, fabricant de couvertures de laine, juge suppléant au tribunal de Commerce (élu le 3 avril 1849, arrêté royal 20 avril 1849) de 1849 à 1851 et juge au tribunal de Commerce de 1851 à 1853 (élu le 8 avril 1851, arrêté royal du 25 avril 1851) . Dont quatre enfants :
A) Ernest Jean-Louis Van Dievoet, né à Bruxelles le 16 juillet 1835, Courte rue Neuve des Carmes (tt. Jean-Louis Van Dievoet, grand-père, secrétaire au Parquet) et décédé à Saint-Gilles le 28 août 1903, épousa à Bruxelles le 25 juin 1861, Léonie Joséphine Françoise Most, née à Anvers le 14 juillet 1838, enterrée au cimetière de Bruxelles, caveau Van Dievoet-Most, n° 2398, fille de Ferdinand Gustave Adolphe Most et de Ghislaine Philippine Pauline Delsart. Dont deux enfants :
a) Eugène, Auguste, Ernest van Dievoet, major du génie, ingénieur, et architecte, né à Bruxelles le 9 mai 1862 et décédé le 20 mars 1937, épousa à Etterbeek le 21 mai 1896, étant alors lieutement au régiment du génie, demeurant à Anvers (contrat chez le notaire Valentyns à  Bruxelles le  2 mai 1896), Léonie Caroline Catherine Quarez, née à Liège le 22 mai 1865 et décédée  à Woluwe-Saint-Lambert, rue Vergote 30, le 6 décembre 1944, fille de Philippe Guillaume Quarez et de Catherine Lambertine Marie Ogis. Sans postérité.
b) Valentine, Florence, Hortense Van Dievoet, née à Bruxelles le 6 avril 1865 et décédée célibataire à Schaerbeek le 17 août 1938. Enterrée au cimetière de Bruxelles (caveau Van Dievoet-Most, n° 2398, entretenu à perpétuité par la ville de Bruxelles).
B) Un enfant du sexe féminin, né le 8 février 1837 à 11 heures de la nuit et décédé le lendemain à 9 heures du matin.
C) Léon Philippe Van Dievoet, né le 5 février 1838 à Bruxelles, rue Neuve des Carmes (tt. Jean-Louis Van Dievoet, grand-père, négociant, et Auguste Van Dievoet, oncle, avocat), et décédé le 26 juin 1908 à Forest, en la clinique de la rue de la Culture, 179, étant domicilié à Ixelles, rue Souveraine, 91, épousa à Bruxelles le 3 décembre 1867, domicilié à Saint-Gilles (tt. Jean-Prosper Beaudrihaye, beau-frère de l’épouse, capitaine du génie, 37 ans, Charles-Jacques Mogin, beau-frère de l’épouse, commissionnaire-expéditeur, 31 ans, tous deux domiciliés à Anvers ; Constant Poelaert, oncle, avocat, âgé de 38 ans et Ernest Van Dievoet, frère, rentier, 32 ans), Hermine Straatman, née le 25 septembre 1838 à Bruxelles, domiciliée quai au Bois à Brûler, n° 37, et décédée le 21 février 1917 à Saint-Gilles, rue de la Victoire, 195 (chez son fils l’architecte Henri Van Dievoet), fille de Lambert Straatman et de Sophie Fautier. Dont postérité.
D) Camille Auguste Eugène Van Dievoet, né à Bruxelles le 15 septembre 1842, rue des Bogards, S° 8, n°16 (tt. Jean-Louis Van Dievoet, grand-père, secrétaire du Parquet de la Cour de Cassation et Jean-Baptiste Dubois, garçon de magasin, non parent), agent de la Banque Nationale, à Péruwelz (1883-1888), Saint-Nicolas (1888-1889), Courtrai (1889-1896) et Charleroi (1896-1910), chevalier de l’Ordre de Léopold, Croix Civique de 1re Classe, Médaille commémorative du règne de Léopold II  décédé à Paris le 2 janvier 1931, 34 rue Desbordes-Valmore, 16e ,enterré au cimetière de Passy (Trocadero),avenue Paul Doumer, épousa à Bruxelles le 17 septembre 1874, Lucie Euphémie Françoise Sancke, fille de Jacques Édouard Sancke et d’Isabelle Joséphine Françoise Beaurain, née à Bruxelles le 28 janvier 1852, décédée à Paris, 16ème arrondissement, le 19 novembre 1925. Enterrée au cimetière de Passy. Dont postérité.

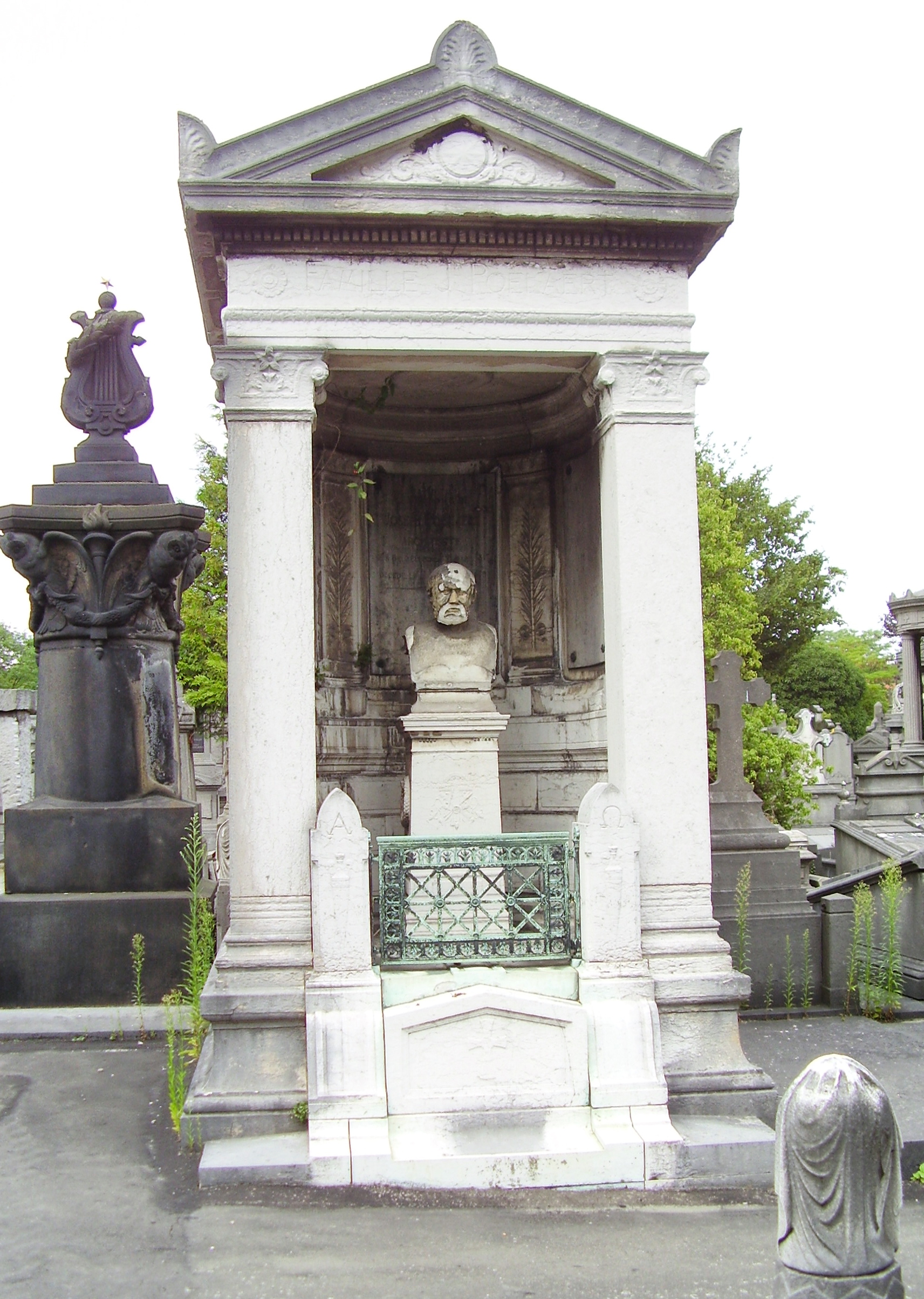
Tombe de l'architecte Joseph Poelaert au Cimetière de Laeken. Lors de l'inauguration de cette tombe, Constant Poelaert, avocat, frère du grand artiste, a prononcé un discours biographique émouvant.

2) Joseph Poelaert, le célèbre architecte, officier de l'Ordre de Léopold, chevalier de l'ordre de la Légion d'honneur, né à Bruxelles le 21 mars 1817, décédé à Bruxelles le 3 novembre 1879, épousa à Bruxelles le 25 août 1859, Léonie Toussaint, née à Ixelles le 30 mars 1840 et décédée à Bruxelles le 23 juillet 1912, fille de Joseph-Ferdinand Toussaint, notaire, membre de la chambre des Représentants, écrivain et un des propriétaires du journal L'Étoile belge, et de Philippine Kuhne, et sœur du peintre et mécène (grand donateur au Musée d'Ixelles), Fritz Toussaint. L'architecte Joseph Poelaert et Léonie Toussaint eurent une fille :
A) Marguerite Poelaert, née le 7 juin 1860 à Laeken au domicile de ses parents rue des Palais le 7 juin 1860 et décédée en 1917, épousa à Bruxelles le 20 août 1885, Maurice Pauwels, né le 27 octobre 1861, à Molenbeek-Saint-Jean (Bruxelles) et décédé en 1912, fils de François Pauwels, fondateur et administrateur général de la Compagnie générale de matériel de chemin de fer (né le 13 mars 1816 à Bruxelles et décédé le 4 avril 1884 à Paris et inhumé au cimetière de Laeken) et de Marie Thibou (1839-1903). Maurice Pauwels mourut tragiquement en tombant dans la cage d'ascenseur de leur hôtel particulier boulevard de Waterloo. Sa sœur Marguerite Pauwels (1863-1887) était l'épouse de Paul Leclercq (1863-1944), procureur général près la Cour de cassation. Maurice Pauwels et Marguerite Poelaert eurent une fille unique :
a) Marthe Pauwels, née le 10 septembre 1886 à Bruxelles et décédée tragiquement à Naples le 27 novembre 1907 âgée de 21 ans empoisonnée après avoir mangé des fruits de mer. Avec elle finit la postérité directe de l'architecte Poelaert.
3) Constant Aimé Joseph Poelaert, avocat à la Cour d’Appel de Bruxelles, né à Bruxelles le 3 mai 1827, décédé à Auderghem le 25 janvier 1898, épousa à Bruxelles, étant domicilié rue de Laeken, le 20 août 1857 (acte 1031), (tt. Henri Vander Elst, oncle de l'époux, docteur en médecine, 60 ans, domicilié à Saint-Josse-ten-Noode ; Eugène Guillaume Van Dievoet, beau-frère de l’époux, fabricant ; François Crabbe, grand-oncle de l’épouse, propriétaire, et Valentin Bender, oncle de l’épouse, directeur de la Musique Militaire du roi), Ernestine Marie Henriette Jacobs, domiciliée rue de la Montagne, née à Bruxelles le 1er octobre 1835, décédée en 1882, fille de Jacques Jacobs, officier de l’ordre de Léopold, négociant, directeur de la Banque Nationale, échevin de la ville de Bruxelles, conseiller communal de la Ville de Bruxelles, né à Bruxelles le 23 avril 1805, et de Marie-Mélanie Opdenbosch, issue des Lignages de Bruxelles, née à Bruxelles le 21 mai 1807 décédée en 1876, petite-fille de Henri Joseph Jacobs et de Marie-Françoise Goossens. Dont six enfants :
A) Berthe Poelaert, épousa Charles Janssen (1851-1918), avocat à la Cour d'Appel, échevin de Bruxelles.
B) Albert Poelaert, né le 16 juillet 1859 à Bruxelles et décédé le 20 janvier 1925 à Nice, notaire à Bruxelles, sénateur, épousa  à Londres le 26 février 1887, Irma Hortense Vermeulen, née à Bruxelles le 3 novembre 1861 et décédée à Uccle le 31 décembre 1943, divorcée d'Ernest Hanssens (1859-1918), fille d'Adrien Vermeulen, notaire, et de Valérie Anneet. Ils n'eurent pas d'enfants.
C) Hélène Poelaert, épousa Charles de Gomrée de Morialmé, dont Albert de Gomrée, sans postérité.
D) Emma Mathilde Poelaert, née à Bruxelles le 14 juin 1863 et décédée à Paris (17) le 21 mai 1927, épousa Paul Louis Macau, avocat à la Cour d'Appel, né à Mons le 8 juillet 1859 et décédé à Ixelles le 5 décembre 1946, fils de Louis Charles Eugène Macau, bourgmestre d'Ixelles et conseiller provincial (1818-1900), et d'Hortense Pauline Félicitée Culis (1829-1903)   - Paul Louis Macau se remaria à Nice le 29 mars 1928 avec Marie Ange Delhaise (1863-1943) - dont quatre enfants de la première union: a) Paul Constant Macau (°Bruxelles 7 juillet 1887) épousa Alice Grisard (+ Uccle 27 janvier 1993)  b) Valérie Louise Berthe Macau (°Bruxelles 29 avril 1889, + Le Port Marly (FR- 78) 7 juillet 1967), épousa en premières noces à Bruxelles le 17 juillet 1919, Francis Drion (Paris(2) 17 mai 1886, + Paris (17) 5 novembre 1943)- Capitaine de réserve - résistant français - chevalier de la légion d'honneur à titre posthume (1959) - Président de l'Association française des Professeurs de tennis de 1936 à 1940 - dont quatre enfants  Valérie Macau épousa en secondes noces, son cousin,  Albert de Villers Grand Champs (1879-1960) , fils de Maximilien de Villers Grand Champs (1847-1931) et de Louise Eugénie Félicitée Macau (1851-1911) - pas d'enfants de cette union.  c) Albert Marie Macau (° Bruxelles 28 juin 1891, + Le Cocq sur Mer 2 avril 1965) - il épousa Marie Antoinette Bambrowicz (° Saint Josse 20 janvier 1895, + Jette 31 mai 1932), fille d'Apollinaire  et de Delphine De Nayer. Une fille est née de cette union :  - Francine Marie Paule Emma Macau (°Saint Josse 9 décembre 1921,+ Bruxelles 24 février 2001) , épousa à Schaerbeek le 6 janvier 1943 , Raymond Franz Van Doren, artiste peintre (° Uccle 9 juin 1906, + Schaerbeek 20 avril 1991), fils d'Eugène Van Doren (1875-1956), fondateur de la Libre Belgique clandestine en 1915, et d'Emma Colin (1877-1963) - pas d'enfants de cette union.  d) mort-né : 20 juillet 1895 à Middelkerke
E) Lucien Poelaert (1868-1917), ingénieur, sans postérité.
F) René Poelaert (1874-1946), agent de change, directeur de la Caisse Centrale de Change et Fonds Publics, 5, place de la Liberté, né le 16 juillet 1874 à Bruxelles et décédé à Schaerbeek le 22 décembre 1946, épousa Maggy Lemmens née à Londres le 7 septembre 1874 et décédée à Bruxelles le 29 mars 1962, fille de Jacques-Nicolas Lemmens, compositeur, et de la soprano anglaise Helen Sherrington (1834-1906). Dont trois enfants :
a) Albert Poelaert, agent de change, épousa Odette Bemelmans.
b) Hélène Poelaert, épousa Jacques Clerfaÿt, avocat à la Cour d'Appel.
c) Jack-Max Poelaert, célibataire.
4) Victor Poelaert, sculpteur, (1820-1859), sans postérité.
5) Auguste Jean Philippe Poelaert, né à Bruxelles le 24 juillet 1830, industriel, fabrication et vente de couvertures et d'étoffes de laine ("Société en nom collectif Jacobs, Poelaert et Compagnie à Bruxelles"), domicilié rue de Laeken, puis avenue de la Toison d'Or, 104 à Saint-Gilles, ensuite établi négociant à Londres, cité en novembre 1879 comme fabricant âgé de 49 ans domicilié à Saint-Gilles comme témoin dans l’acte de décès de son frère l’architecte Joseph Poelaert, il épousa à Bruxelles le 15 mai 1855 (témoins : Henri Vanderelst, oncle de l'époux, docteur en médecine, Louis Léopold Joseph Robyns, oncle, propriétaire, Constant Poelaert, frère, avocat, Charles Joseph Faider, grand oncle de l'épouse, officier de l'Ordre de Léopold et de la Légion d'honneur), Marie Henriette Élise Robyns, née à Bruxelles le 24 décembre 1834, fille de Louis Henri Albert Robyns, inspecteur de l'enregistrement et des domaines, et de Marie Lætitia Schorpion, dont cinq enfants :
A) Alice Poelaert (Marie Alice Philippine Poelaert), écrivain, romancière, vivait à Londres en 1911 d'après le recensement, née à Bruxelles le 15 juin 1856, épousa en premières noces à Annevoie le 10 septembre 1904, Camille Jules Jean Baptiste Vitry, négociant et industriel (fabricant de clous à Lobbes), veuf de Marie Victoire Léontine Pouleur, né à Lobbes le 20 novembre 1846, mort à Lobbes le 2 mars 1908, fils d'Eugène Vitry (1817-1885) et de Joséphine Elisa Bernard (1815-1900) ; et en secondes noces à Bruxelles, le 6 août 1912, résidant alors rue du Beau Site 10 (témoins : Élisa Poelaert, soeur, 41 ans, Adrien Stordeur, 53 ans, Etterbeek, docteur en médecine) , contrat passé par devant le notaire Delimoy à Dinant le 30 juillet 1912, Ghislain François Xavier Delruelle, avocat,  né à Dinant le 13 mai 1852, résidant à Bruxelles, rue de Toulouse 31, veuf en premières noces de Marie Joséphine Adolphine Thys, morte à Bruxelles le 7 août 1888, et en secondes noces de Charlotte Ghislaine Jourez, fils des feus Antoine Joseph Delruelle et Elise Laborne. Alice Poelaert n'eut pas d'enfants de ses deux mariages.
B) Alfred Poelaert (Alfred Louis Auguste Poelaert), représentant de commerce, né à Bruxelles le 16 août 1857, épousa à Ixelles le 17 juillet 1889 (contrat passé devant Maître Bauwens-Van Hooghten à Bruxelles le 17 juillet 1889), Marie Virginie Baumont, née le 14 octobre 1863 à Saint-Josse-ten-Node, demeurant à Ixelles rue de l'Athénée 1, fille de Constant Joseph Baumont et d'Anne Marie Isa Lengelé dont :
a) Raoul Alfred Poelaert, né à Ixelles le 28 avril 1887 (légitimé par le mariage de ses parents le 17 juillet 1889).
C) Victor Poelaert (Edouard Constant Victor), représentant de commerce, né à Bruxelles le 15 juillet 1862, résidant à Forest, épousa à Etterbeek le 18 juin 1885, Marie Antoinette Françoise Vandenkerckhoven, née à Bruxelles le 10 mars 1855, résidant à Etterbeek, fille de Joseph Henri Vandenkerckhoven, inspecteur des postes, et de Jacqueline Follaers
D) Elisa Poelaert, née vers 1872, vivait à Londres en 1911.
E) André Poelaert
F) Armand Poelaert

### Descendance De Leemans-Poelaert
I. Anne Catherine Poelaert, fille de Joseph Poelaert et Jeanne Vander Elst, tante de l’architecte Poelaert, née à Bruxelles (Notre Dame de la Chapelle) le 11 novembre 1792, décédée à Bruxelles le 23 décembre 1870, épousa Jean Joseph De Leemans, orfèvre, bijoutier, Commissaire du Mont de Piété, né à Bruxelles (Saint-Nicolas), le 12 mai 1790, décédé à Bruxelles le 28 août 1854, fils de Jean François de Leemans, boucher, puis brigadier de l’octroi municipal (1816), et de Anne-Marie Biesemans, née à Hal, décédée à Bruxelles, quai aux Tourbes, no 914, le 7-1-1816 à 52 ans, petit-fils de Pierre de Leemans (de Sainte-Catherine), et de Gertrude de Smedt (mariage à Saint-Nicolas le 13-09-1742). Dont :
A. Théodore-Jean De Leemans, entrepreneur (1846) puis propriétaire, né à Bruxelles le 10 juillet 1817 et décédé à Milan (acte de décès enregistré à Ixelles), épousa Louis-Adélaïde-Odile Hicquet, née à Chimay le 13 août 1823 et décédée à Grez-Doiceau le 25 avril 1907, fille de Louis-Joseph Hicquet et de Marie-Thérèse Thumas. Dont :
a. Georges-Léon-Emmanuel De Leemans, propriétaire, né à Bruxelles le 23 mars 1846 et décédé à Grez-Doiceau le 3 mars 1909, épousa à Tirlemont le 26 mai 1875, Louisa-Rosalie-Françoise Dassis, née à Tirlemont le 23 août 1850 et décédée à Ixelles le 23 avril 1919. Dont :
1) Alice-Marie-Louise-Odile De Leemans, née à Paris le 20 octobre 1876 et décédée à Bruxelles le 8 mai 1903, épousa à Grez-Doiceau le 23 avril 1901 Gustave-Georges-Constantin de Burlet, écuyer, né à Perwez le 22 juillet 1874 et décédé à Ixelles le 1er août 1957. Dont descendance.
2) Rose-Marie-Louise De Leemans, née à Paris (VIIIe) le 22 avril 1884 et décédée à Forest le 10 mai 1962, épousa en premières noces à Grez-Doiceau le 2 août 1904, Paul-Guillaume-Arthur Detienne, né à Chockier le 22 mai 1876 et décédé à Anvers le 15 mars 1943, fils de Ferdinand-Jean-Michel Detienne et de Marie-Cécile-Flore Chainaye; et en secondes noces le 29 septembre 1956 Roger Gilkinet du Chardon, colonel. Dont des premières noces :
A. Irène-Marie-Louise-Ferdinande Detienne, née à Anvers le 20 juin 1905, épousa à Anvers le 20 septembre 1932 Léon-Armand-Hubert-Marie-Louis Van Ormelingen, né à Tongres le 23 février 1904 et décédé à Koekelberg le 17 décembre 1964, fils d'Auguste Van Ormelingen et de Hubertine Vroonen. Dont descendance.
B. Marie-Rose-Georgette-Flore Detienne, née à Anvers en 1908 et décédée à Wépion en 1982, épousa à Anvers Pierre-Henri-Édouard Babut du Marès, né à Ixelles le 2 janvier 1904, fils de Henri-Pierre Babut du Marès et de Louise-Berthe-Paule de Tiège. Dont descendance.
3) Blanche De Leemans, sœur jumelle de Rose, épousa Georges Detienne, frère de Paul susmentionné. Dont :
A. Ferdinand Detienne, mort pour la Belgique.
B. Jacques Detienne, épousa Geneviève van den Hove. Dont :
a) Georges Detienne, épousa Nicole Lepage. Dont deux enfants. Alain Detienne et Sylvie Detienne
Alain Detienne épousa Michèle Mortelmans dont deux enfants : Anthony Detienne et Maxime Detienne
Sylvie Detienne épousa Philippe d'Archambeau dont deux enfants: Alexis d'Archambeau et Julie d'Archambeau.
b) Jean-Marie Detienne, épousa Claude Voisin. Dont deux enfants ;
4) Denise De Leemans, épousa Charles Nizet, consul de Belgique à Tours. Dont :
A. Eliane Nizet, décédée aux États-Unis
B. Arlette Nizet, épousa (mariage dissous), N…. Dupuis, dont : Andrée Dupuis et Chantal Dupuis.